# 몽백합배 세계 바둑 오픈전
몽백합배(梦百合杯) 또는 멍바이허배는 국제바둑연맹/중국바둑협회가 주최, 주관하고 장쑤헝캉가구회사가 후원하는 세계바둑대회이다. 우승 상금은 180만 위안, 준우승 상금은 60만 위안이다.

## 대회개요
- 주최 : 국제바둑연맹
- 주관 : 중국바둑협회
- 후원 : 장쑤헝캉가구회사

## 역대 우승자
| 회수 | 연도      | 우승            | 전적 | 준우승        |
| ---- | --------- | --------------- | ---- | ------------- |
| 1    | 2013      | 미위팅 四단     | 3-1  | 구리 九단     |
| 2    | 2015-2016 | 커제 九단       | 3-2  | 이세돌 九단   |
| 3    | 2017-2018 | 박정환 九단     | 3-0  | 박영훈 九단   |
| 4    | 2019-2021 | 미위팅 九단     | 3-2  | 셰커 八단     |
| 5    | 2023-2024 | 리쉬안하오 九단 | 3-1  | 당이페이 九단 |

## 같이 보기
- Mlily 몽백합 이세돌 vs 구리 10번기